# Bergenhusen
Bergenhusen (dänisch Berringhuse) ist eine Gemeinde im Kreis Schleswig-Flensburg in Schleswig-Holstein. Bekannt ist die Gemeinde überregional als Storchendorf, da sich hier eine der größten Weißstorchkolonien Europas befindet.

## Geografie
Bergenhusen liegt auf dem Geestrücken Stapelholm in der Eider-Treene-Sorge-Niederung. Blumental, Brunsholm, Lüttensee und Osterfeld liegen im Gemeindegebiet. Die östliche Grenze des Gemeindegebietes bildet die Alte Sorge, im Westen fließt die Treene und bildet den Übergang zum Kreis Nordfriesland.

## Geschichte
Bergenhusen wurde 1304 erstmals als Beveringhusen (von Bewer, also Biber) erwähnt, doch archäologische Funde belegen, dass Bergenhusen auch schon vor 6000 Jahren, mindestens seit der Jungsteinzeit, besiedelt wurde. Dies belegen Grabhügel und prähistorische Ackerflure.
Vom 1. Dezember 1905 bis 1943 hatte Bergenhusen einen Bahnanschluss durch die Teilstrecke Schleswig Staatsbahnhof – Friedrichstadt Kreisbahnhof der Schleswiger Kreisbahn. Der Personenverkehr wurde am 1. Februar 1934 eingestellt, der Güterverkehr endete spätestens im Juli 1943, da ab dem 2. August 1943 das Gleis abgebaut wurde.
In den 1980er Jahren wurde im sogenannten „Medauhaus“ ein Naturschutzzentrum eingerichtet, das seit 1992 „Michael-Otto-Institut“ im NABU genannt wird.

## Politik

### Gemeindevertretung
Bei der Kommunalwahl am 14. Mai 2023 wurden insgesamt neun Sitze vergeben. Von diesen erhielt die Aktive Wählergemeinschaft Bergenhusen sechs Sitze und die CDU drei Sitze.

### Bürgermeister
Für die Wahlperiode 2013–2018 sowie 2018–2023 wurde Helmut Schriever (AWgB) zum Bürgermeister gewählt. Er folgte damit auf Helmut Mumm (CDU).

### Wappen
Blasonierung: „In Grün ein natürlich tingierter Storch, dessen rechter Ständer angehoben ist und dessen linker zwei silberne Wellenfäden überdeckt.“
Die Wellenfäden stehen für die Flüsse Treene und Sorge.

## Sehenswürdigkeiten
Die 1712 erbaute barocke Saalkirche und das 1735 errichtete Pastorat, der Bruhn-Hof mit seinem Storchennest auf dem Dach und die Mühle Margaretha, die bis 1957 in Betrieb war und 2005 neue Flügel erhielt, sind markante Punkte im Ortsbild.
In der Liste der Kulturdenkmale in Bergenhusen stehen die in der Denkmalliste des Landes Schleswig-Holstein eingetragenen Kulturdenkmale.

### Kirche
Die Dorfkirche Bergenhusen wurde im Jahre 1712 anstelle einer baufällig gewordenen Kapelle, die vermutlich bereits aus dem 13. Jahrhundert stammte, eine barocke Saalkirche errichtet. Sie ist mit Malereien aus verschiedenen Epochen geschmückt. Das Inventar, darunter ein Flügelaltar von 1613, ist aus der alten Kirche entnommen.
Die Kirche gehört zur Kirchengemeinde Bergenhusen, die am 1. Januar 2019 zusammen mit den Gemeinden der St.-Marien-Magdalenen-Kirche in Erfde und der Katharinenkirche in Süderstapel zur Evangelisch-Lutherischen Kirchengemeinde Stapelholm-Stapel fusionierte.

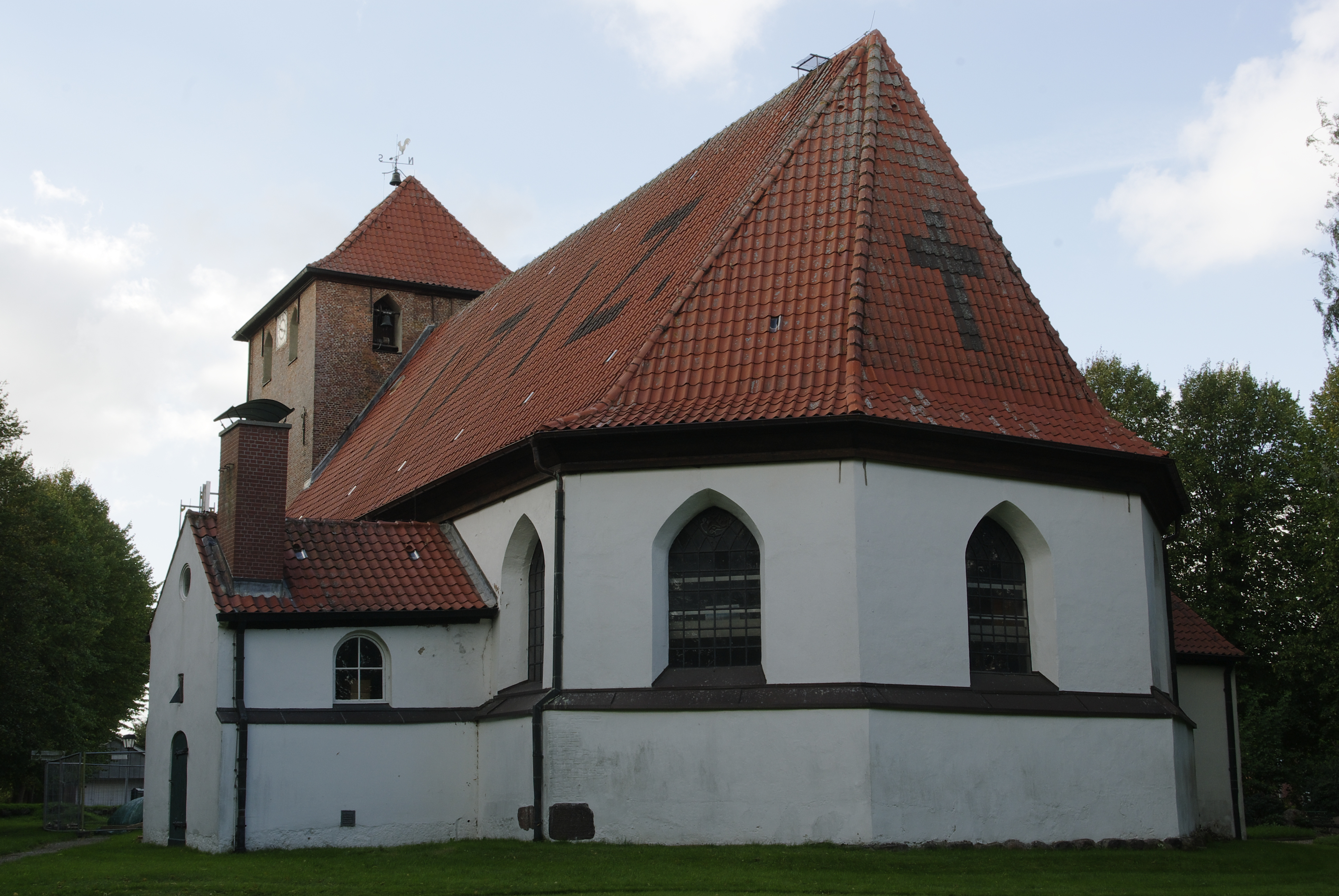
Kirche von 1712
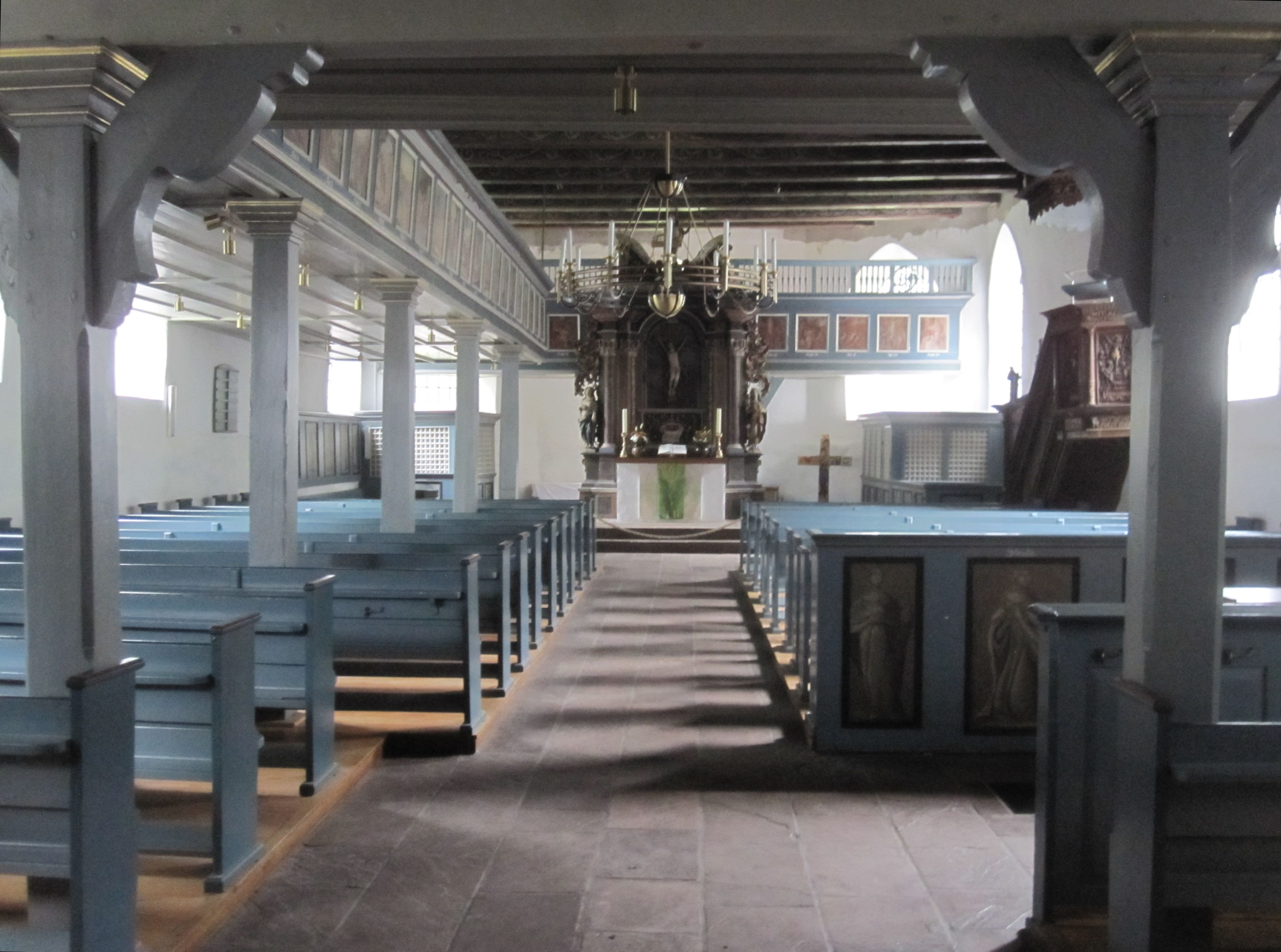
Blick zum Altar
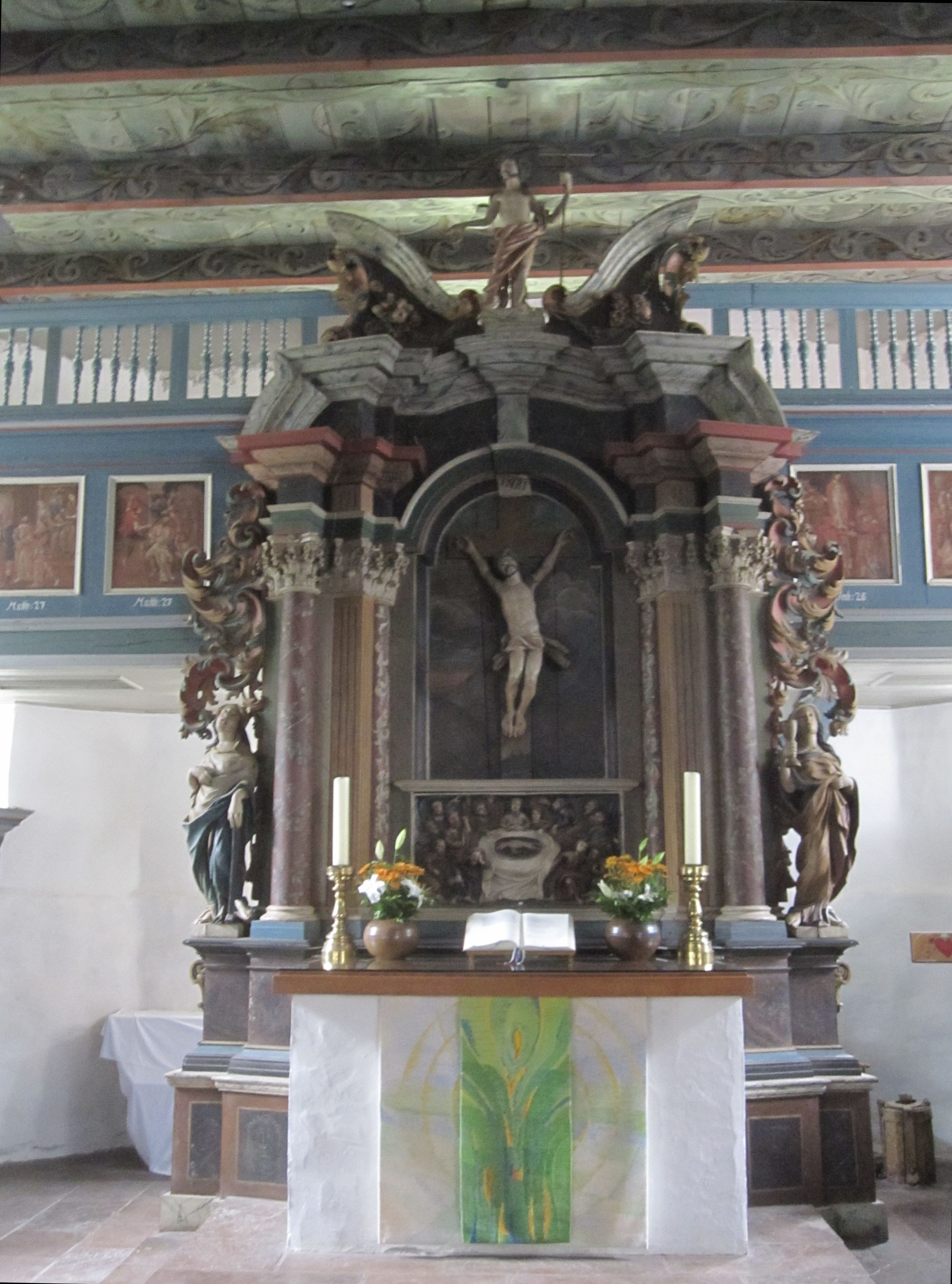
Altar mit Aufsatz von 1650
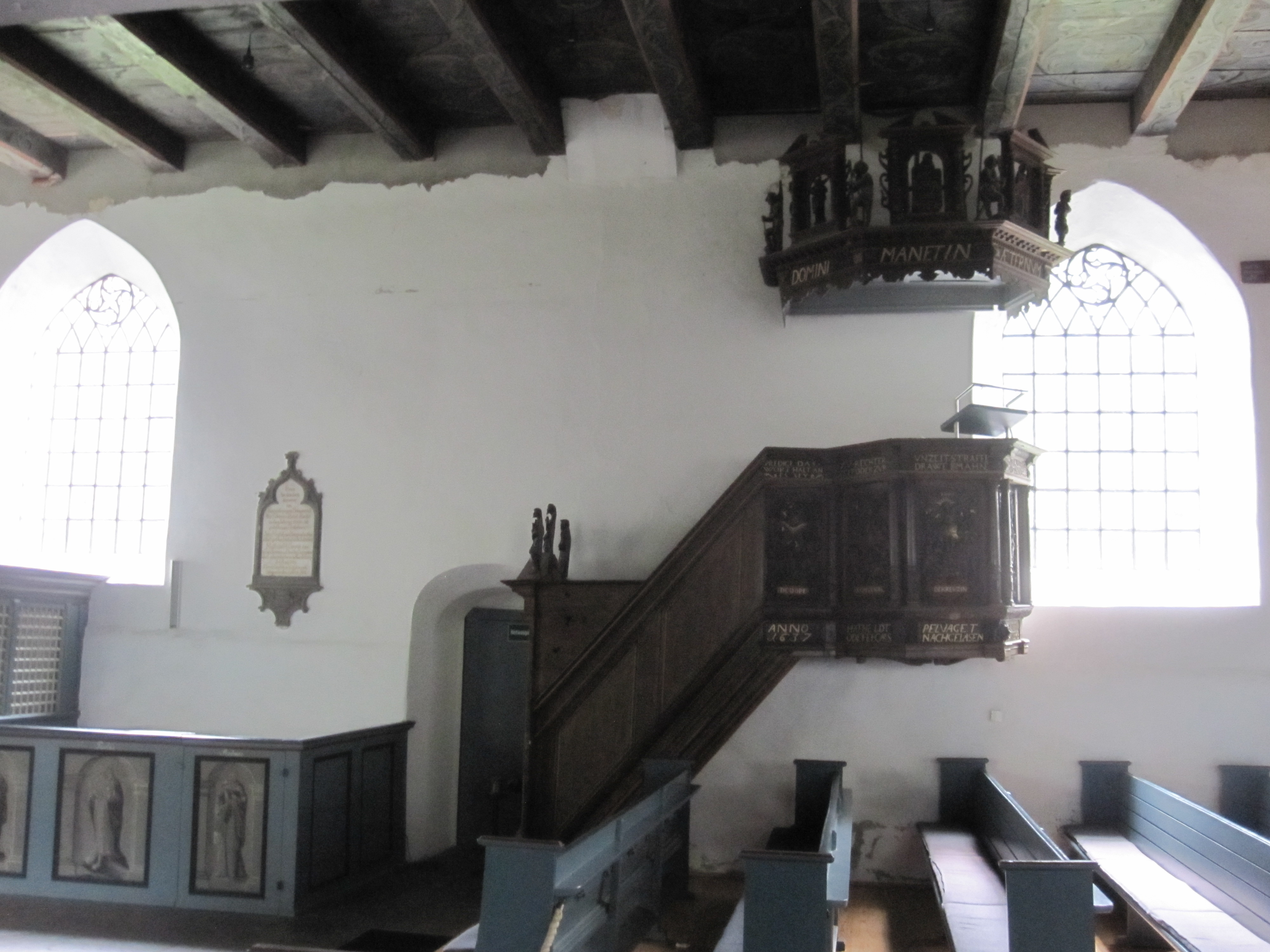
Kanzel von 1637
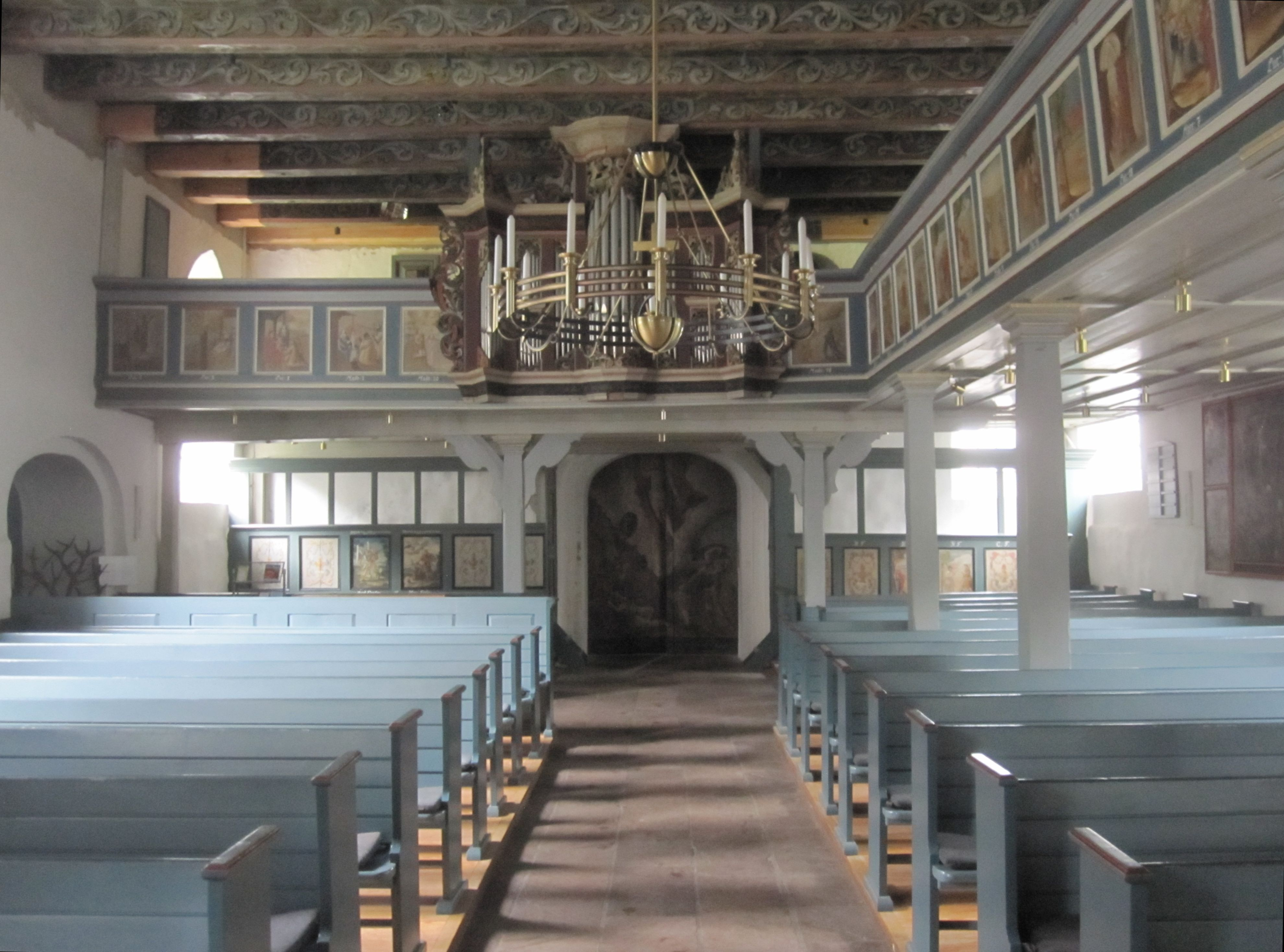
Blick zur Westseite
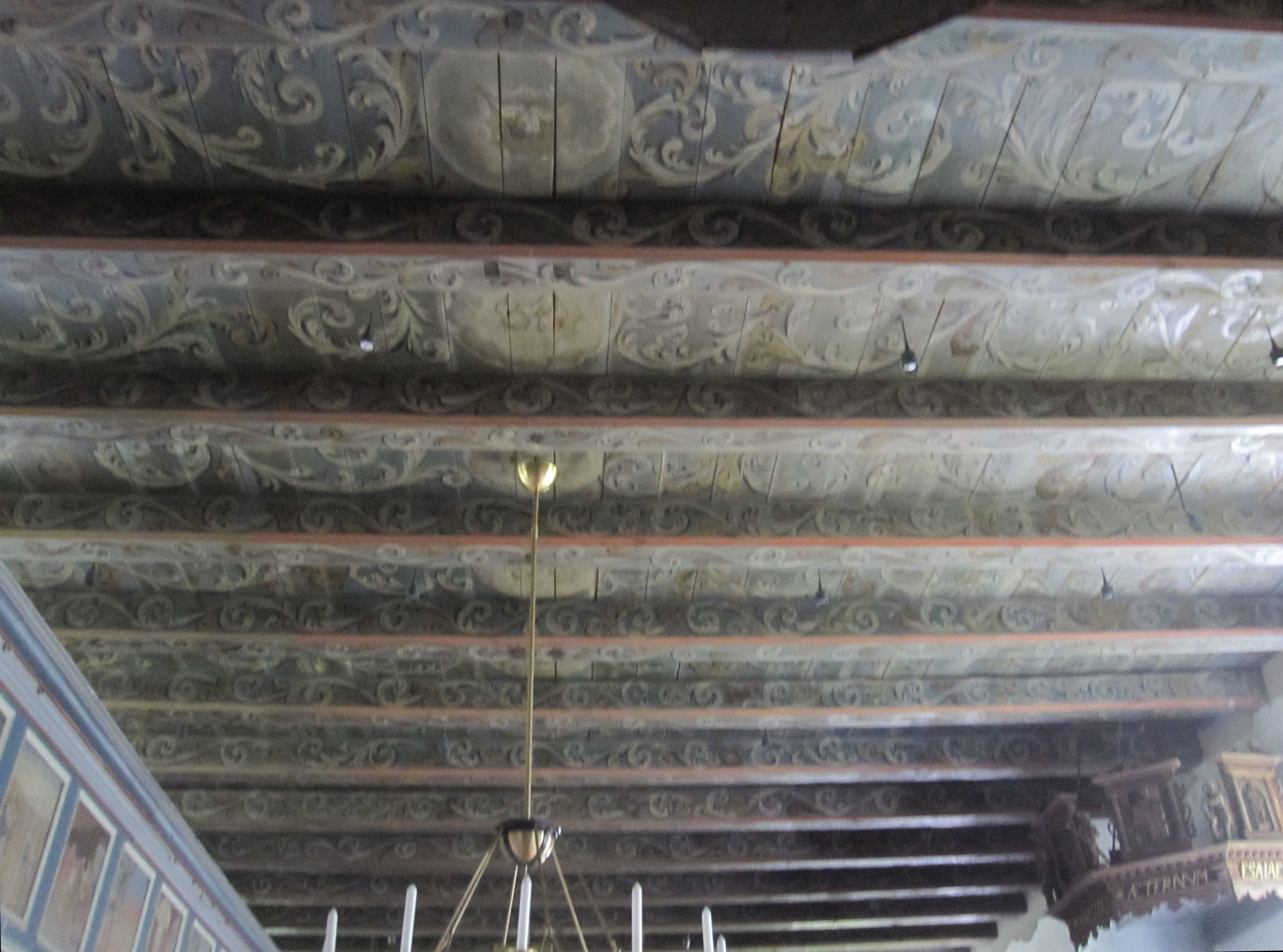
Deckenmalerei

### Windmühle Margaretha
Der Vorgängerbau der Mühle Margaretha war bis 1680 Zwangsmühle für die Einwohner Stapelholms. Die heutige Mühle stammt aus dem Jahr 1891 und ist eine Holländermühle auf gelben Ziegeln. Im Jahre 1957 stellte der Müller auf Elektrobetrieb um, um drei Jahre später den Mühlbetrieb ganz einzustellen. Danach wurde die Kappe abgenommen, der Rumpf mit Blech verkleidet und die alte Mühlentechnik jedoch weitgehend instand gelassen. Nachdem 1991 ein Hamburger Informatiker das Gebäude erworben hatte, begann eine umfangreiche Sanierung, in deren Zuge die Ziegel weitgehend ausgetauscht wurden, die Kappe wieder aufgesetzt und mit Segelgatterflügeln versehen. In der Mühle selbst entstand eine kleine Wohnung.

### Störche
Die Störche sind in Bergenhusen von Ende Februar oder Anfang März bis Mitte/Ende August. In den 1980er Jahren brüteten in Bergenhusen mehr Störche als in jeder anderen Gemeinde der Bundesrepublik. Auch heute handelt es sich mit ca. 20 Brutpaaren um eine der größten Weißstorch-Kolonien Europas. Nahrung finden sie in fünf Kögen, die im frühen 18. Jahrhundert aus Seen im Schwemmland der Eider gewonnen wurden.
Der Naturschutzbund Deutschland (NABU) unterhält im Naturschutzzentrum das Michael-Otto-Institut, ein Institut für Wiesen und Feuchtgebiete im Zentrum von Bergenhusen, in dem auch Führungen und Vorträge angeboten werden. Die Station koordiniert unter anderem den internationalen Weißstorchzensus, der weltweit die Bestände des Vogels zählt. Im Ortsteil Lüttensee wird eine Auffangstation für kranke und verletzte Störche unterhalten. Außerdem pflegen NABU-Mitglieder die Nester der Störche.
Partnergemeinde ist Storchendorf Rühstädt in Brandenburg.
"Hoier Boier" bedeutet "Hochbauer" (damit ist der Storch gemeint), so wie eine Straße in Bergenhusen – Die "Hoier-Boier-Stroot" – und eine Gaststätte.

## Persönlichkeiten
- Ferdinand Hoff (* 1867 in Bergenhusen; † 1942 in Kiel), Lehrer und Politiker,  Mitglied des Deutschen Reichstags